# Sankt Annæ Plads
Sankt Annæ Plads är ett avlångt torg i centrala Köpenhamn, beläget i Frederiksstaden mellan Nyhavn och Amalienborg. 
Den östra delen av torget når ned till vattnet och det nyuppförda Skuespilhuset. Sankt Annæ Plads är kantad av kulturhistoriskt värdefull bebyggelse från 1700- och 1800-talen och torget räknas som en av Köpenhamns förnämsta adresser. Bland dagens hyresgäster vid torget finns Finlands och Sveriges ambassader.

## Fotogalleri

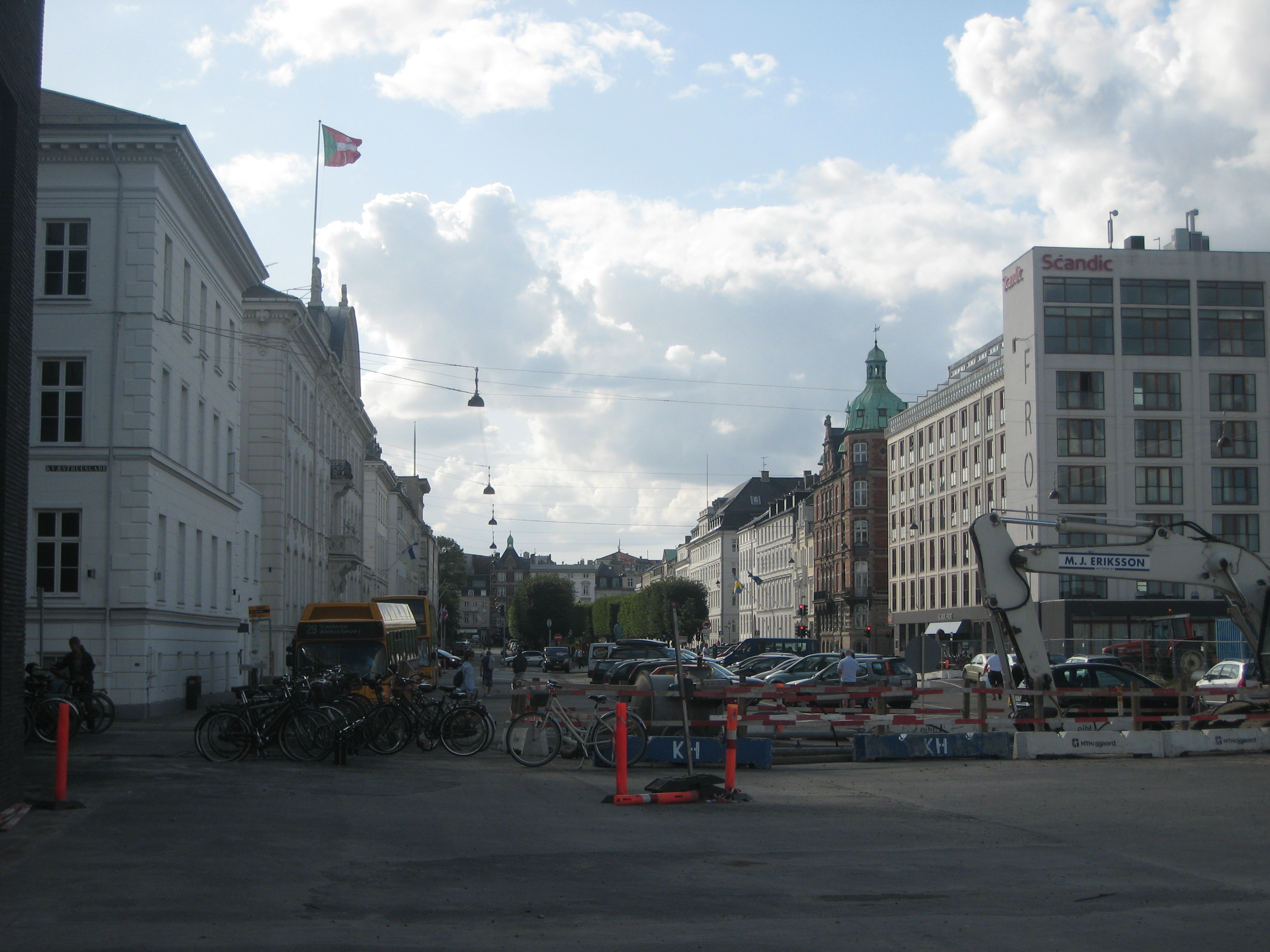
Torget sett från öster.
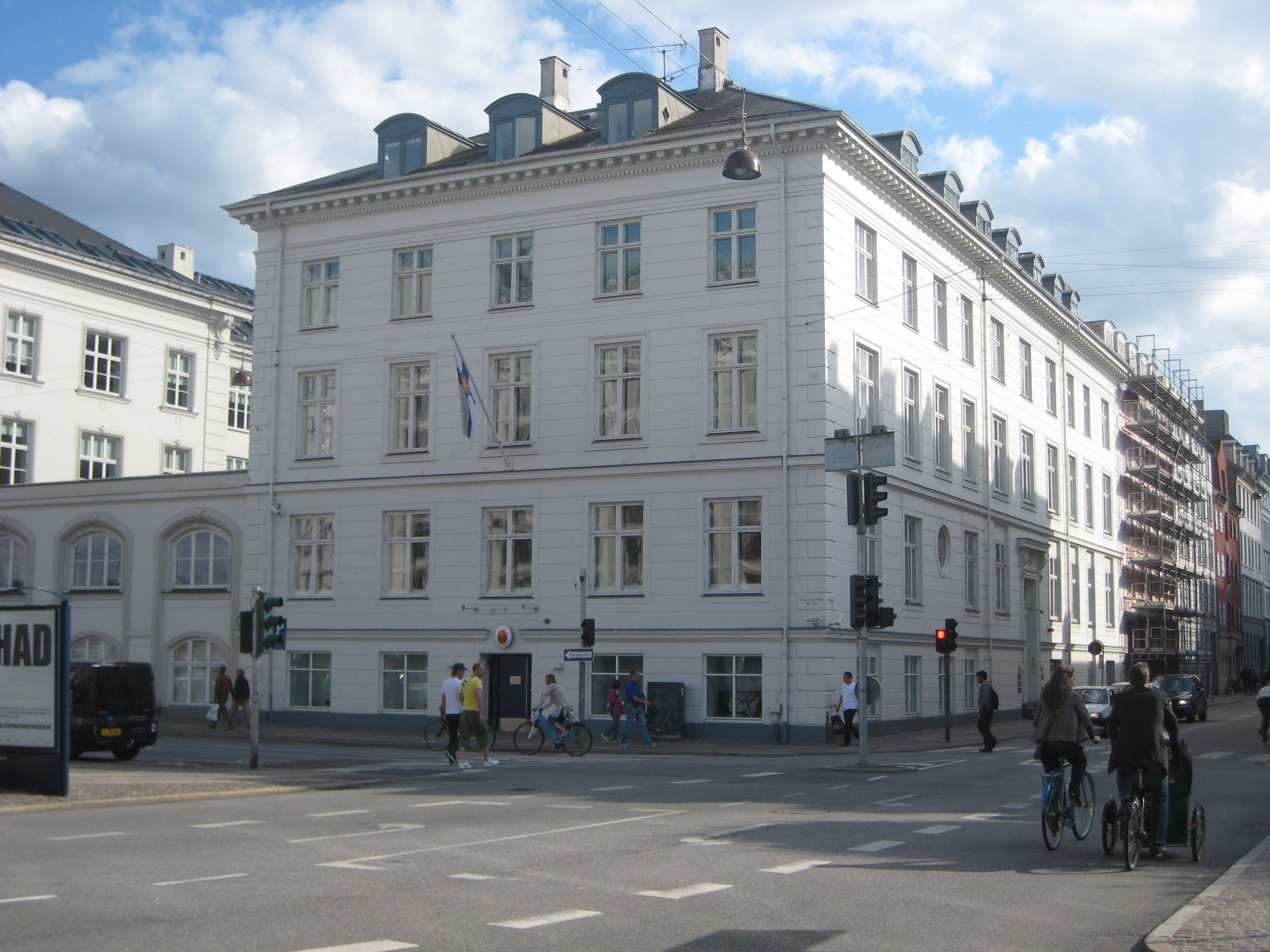
Finlands ambassad.
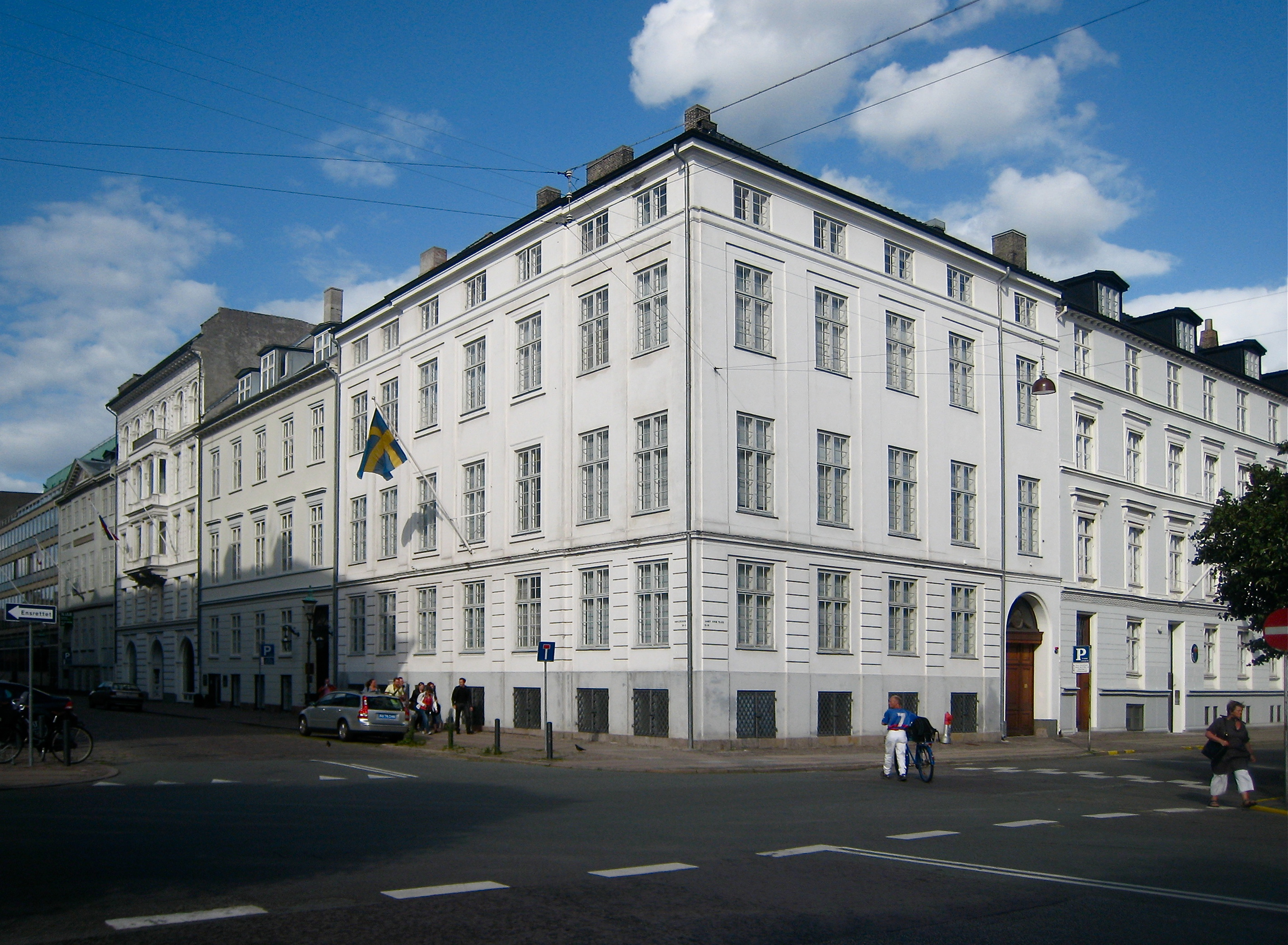
Sveriges ambassad.
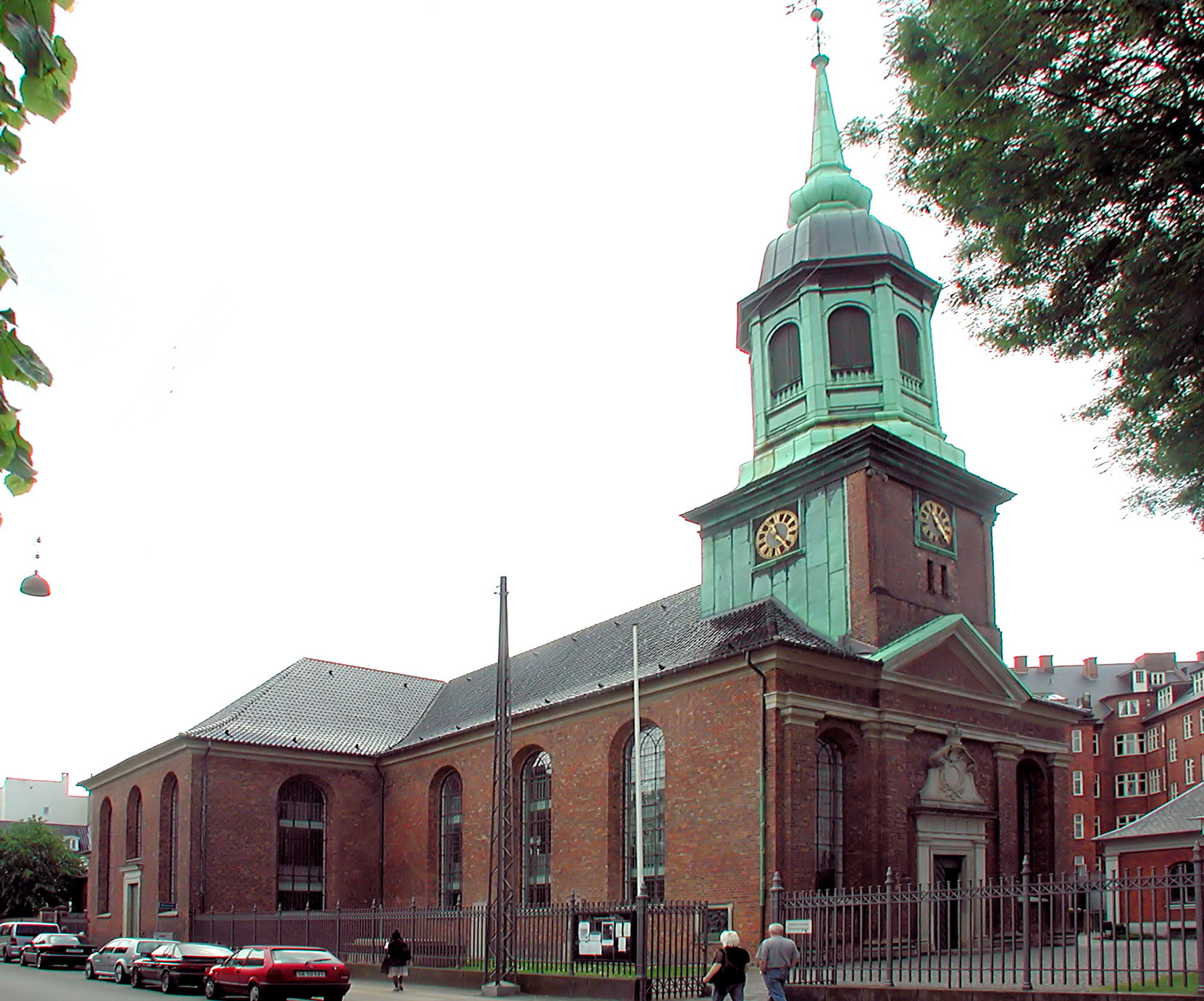
Garnisonskirke.
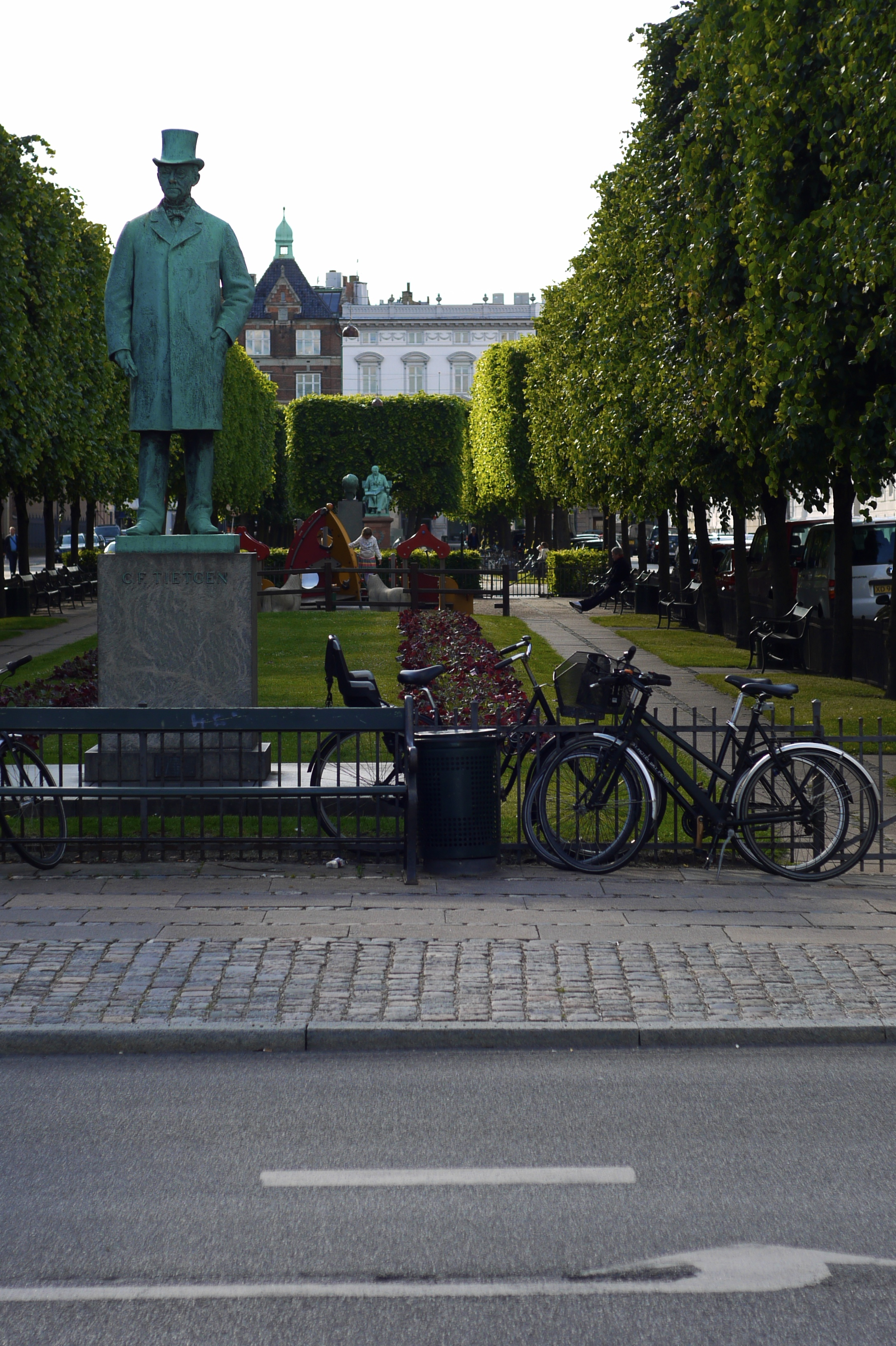
Parkområdet med Rasmus Andersens skulptur av Carl Frederik Tietgen i förgrunden. Skulpturen restes  ursprungligen vid Börsen 1905, men flyttades till Sankt Annæ Plads 1931.
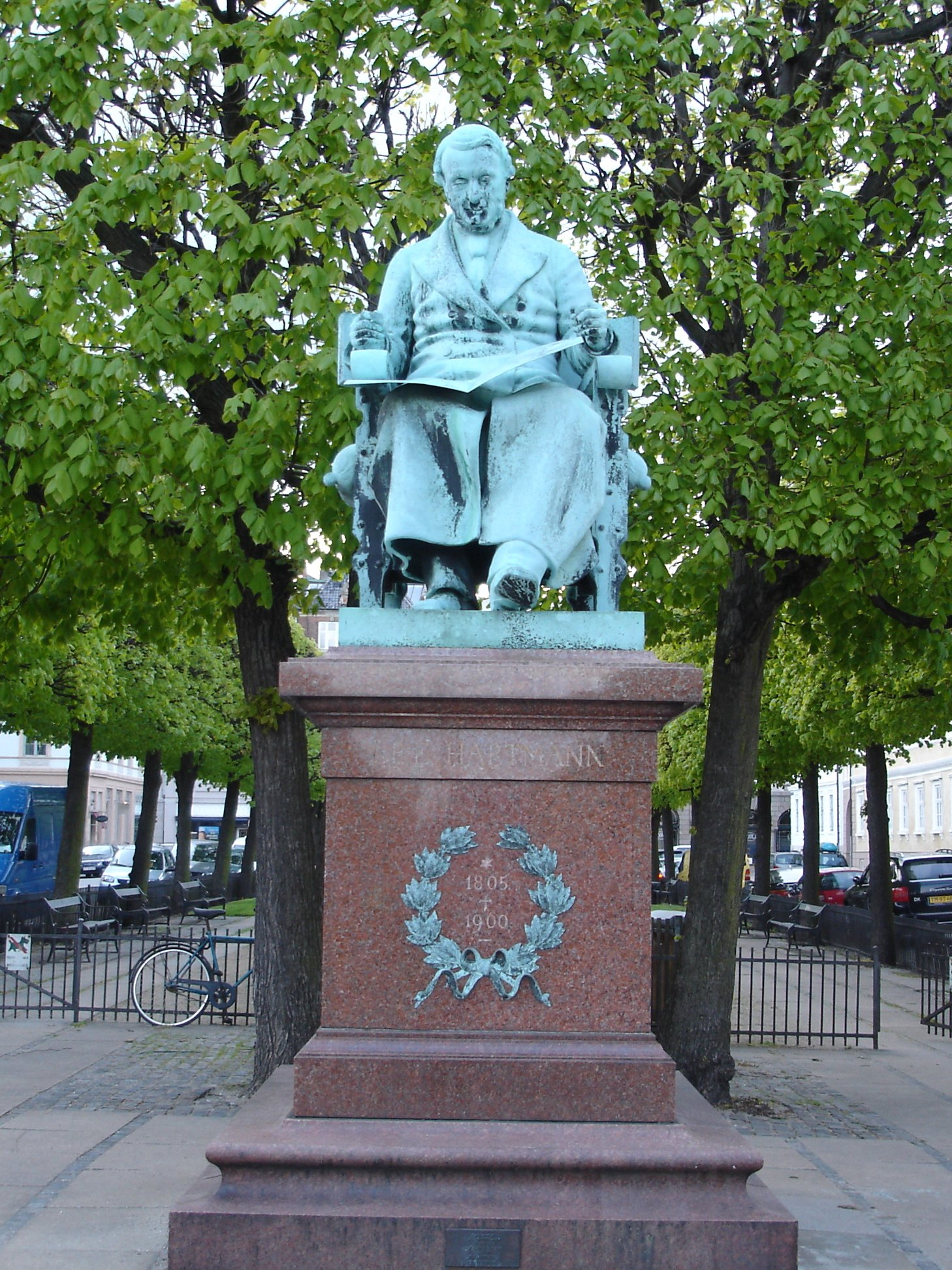
August Saabyes staty av komponisten J.P.E. Hartmann.